# 弗亞濟夫內
51°46′11″N 25°26′39″E / 51.76972°N 25.44417°E
弗亞濟夫內（羅馬化：Viazivne）是烏克蘭的村落，位於該國西部沃倫州，由卡明-卡希尔斯基区的柳貝希夫市鎮管轄，面積1.44平方公里，海拔高度148米，2001年人口430，人口密度每平方公里298.61人。